# Apeadeiro de Azurara - Árvore
O Apeadeiro de Azurara - Árvore, originalmente denominado de Azurara, foi uma gare ferroviária da Linha do Porto à Póvoa e Famalicão, que servia as localidades de Azurara e Árvore, ambas situadas no concelho de Vila do Conde, em Portugal. Foi substituída pela Estação Azurara do Metro do Porto.

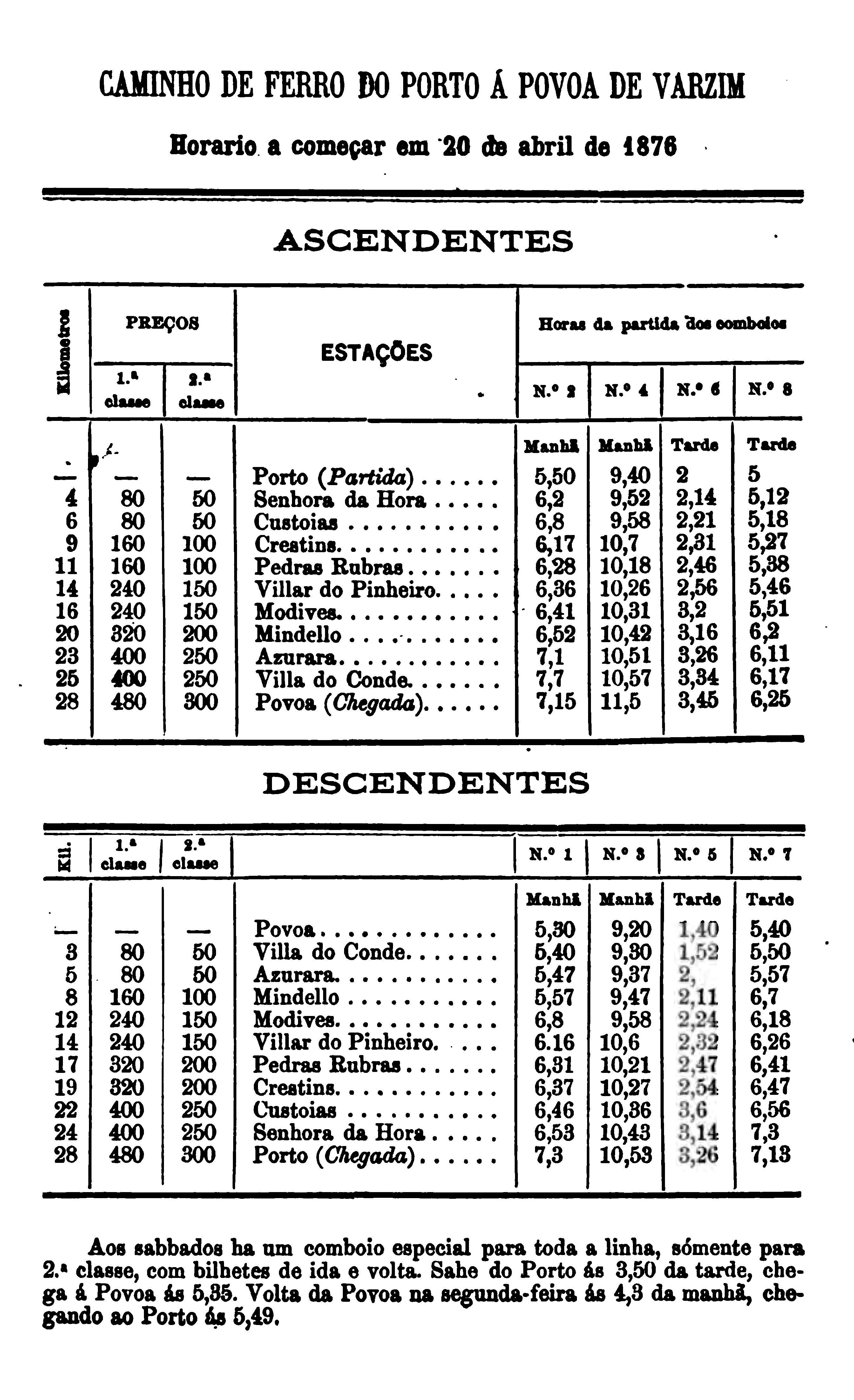
Horário de 1876 dos comboios entre o Porto (Boavista) e Póvoa de Varzim. Esta gare surge com o nome primitivo, Azurara.

## História
Esta interface situava-se no troço da Linha da Póvoa entre Porto-Boavista e a Póvoa de Varzim, que entrou ao serviço em 1 de Outubro de 1875, pela Companhia do Caminho de Ferro do Porto à Póvoa.
Nos horários de 1913, esta interface aparecia com a categoria de estação, e o nome de Azurara.
Em Janeiro de 1927, o nome desta estação já tinha sido alterado para Azurara - Árvore, por pedido da população da Freguesia de Árvore, que se situava mais próxima da estação. Em 1 de Outubro de 1933, a Gazeta dos Caminhos de Ferro noticiou que o Conselho Superior de Caminhos de Ferro tinha aprovado uma proposta da Companhia dos Caminhos de Ferro do Norte de Portugal, para a atribuição de preços especiais relativos ao transporte de pedra de cal desde Leixões até várias pontos da Linha da Póvoa, incluindo Azurara.
No entanto, nos horários de 1980, esta interface voltou a aparecer apenas com o nome de Azurara, e a categoria de apeadeiro.